# Dominiczna Góra
Dominiczna Góra (468 m n.p.m.) – częściowo zalesione wzniesienie na Pogórzu Wiśnickim, górujące od płn. wschodu nad Rajbrotem. Stanowi boczne, biegnące równoleżnikowo ramię Rogozowej (531 m n.p.m.), od której oddzielone jest głęboką przełęczą (398 m n.p.m.). Wszystkie potoki spływające z Dominicznej Góry uchodzą do Uszwicy lub jej dopływu – Piekarskiego Potoku. Jego dolina oddziela wzniesienie od położonego na wschód Pasma Szpilówki. Na zachodnim krańcu grzbietu Dominicznej Góry leży przysiółek Zagórze, będący częścią Rajbrotu. Południowe jej stoki trawersuje zielony szlak z Rajbrotu do Czchowa, w tej części rzadko uczęszczany.

## Szlaki turystyczne
– z Rajbrotu przez Dominiczną Górę (468 m), Piekarską Górę (515 m), Szpilówkę (516 m), Bukowiec (494 m) i Mahulec (480 m) do Czchowa.